# Crawford Priory

Die Ruine von Crawford Priory 2009

Crawford Priory ist die Ruine eines ehemaligen Herrenhauses in den schottischen Lowlands. Sie liegt fünf Kilometer südwestlich von Cupar unweit des Dorfes Springfield im Verwaltungsbezirk Fife.

## Geschichte
Ursprünglich wurde Crawford Priory 1758 vom 21. Earl of Crawford erbaut. Zwischen 1809 und 1811 erfolgte aber ein umfassender Um- und Ausbau, der das Aussehen des Gebäudes vollständig veränderte. 1809 beauftragte Lady Mary Lindsay Crawford zunächst den Architekten David Hamilton mit der Neugestaltung. 1811 wurde Hamilton durch James Gillespie Graham abgelöst. Sowohl Hamilton als auch Graham ließen das Herrenhaus im neugotischen Stil umbauen, wobei sich Graham noch stärker an den vom Kirchenbau bekannten Formen der Gotik orientierte als Hamilton.
Im Jahr 1833 starb Lady Mary Lindsay Crawford und vererbte Crowford Priory an die Earls of Glasgow. 1871 ließ das damalige Oberhaupt der Familie, George Frederick Boyle, 6. Earl of Glasgow, den Bau an der Ostseite um eine Kapelle erweitern. Dessen Nachfolger, David Boyle, 7. Earl of Glasgow, verkaufte Crowford Priory schließlich aufgrund hoher Schulden an Thomas Cochrane, der 1919 zum Baron Cochrane of Cults erhoben wurde. Dieser ließ 1920 den Eingangsbereich des Anwesens um eine Vorhalle erweitern.
Wegen der enormen Unterhaltskosten schlossen die Cochrane of Cults in den nachfolgenden Jahrzehnten Teile des Gebäudes. Nach dem Tod des 2. Barons Cochrane of Cults, Thomas George Frederick Cochrane, 2. Baron Cochrane of Cults, im Jahr 1968 gaben sie Crowford Priory 1971 endgültig auf. Seitdem verfällt das Anwesen.

## Beschreibung
Crawford Priory ist im Wesentlichen ein gotisches Herrenhaus aus dem 19. Jahrhundert. Der Bau ist mit Strebepfeilern und Fialen verziert. Cranfort Priory liegt im Nordosten von Fife. Heute ist der Innenausbau fast vollständig zerstört, nur die Außenmauern sind in weiten Teilen erhalten geblieben. Die Ruine ist aufgrund von Sicherheitsvorschriften nicht öffentlich zugänglich.

Die Ruine von Crawford Priory, Rückansicht